# کریستف ولیگن
 کریستف ولیگن (انگلیسی: Kristof Vliegen؛ زاده ۲۲ ژوئن ۱۹۸۲) یک تنیس‌باز اهل بلژیک است.